# Campionato F3 FIDAF 2013
L'F3 2013 è stata la 2ª edizione del campionato di flag football femminile organizzato dalla FIDAF. La stagione è iniziata il 14 luglio 2013 ed è terminata il 1º settembre 2013.

## Squadre partecipanti
| Club              | Città   | Note                                      |
| ----------------- | ------- | ----------------------------------------- |
| Vibrie Salento    | Lecce   | Ritirate prima dell'inizio del campionato |
| Elephants Catania | Catania |                                           |
| Morrigans Palermo | Palermo |                                           |
| Panthers Parma    | Parma   |                                           |
| Ranzide Trieste   | Trieste |                                           |

## Calendario

### 1ª giornata
| Rivarolo 14 luglio 2013, ore 9:00 | Elephants Catania | 6 – 46 | Ranzide Trieste | USD Torrile |

| Rivarolo 14 luglio 2013, ore 10:00 | Panthers Parma | 20 – 0 | Morrigans Palermo | USD Torrile |

| Rivarolo 14 luglio 2013, ore 11:00 | Elephants Catania | 14 – 24 | Panthers Parma | USD Torrile |

| Rivarolo 14 luglio 2013, ore 12:00 | Morrigans Palermo | 6 – 31 | Ranzide Trieste | USD Torrile |

| Rivarolo 14 luglio 2013, ore 13:00 | Morrigans Palermo | 16 – 20 | Elephants Catania | USD Torrile |

| Rivarolo 14 luglio 2013, ore 14:00 | Ranzide Trieste | 14 – 6 | Panthers Parma | USD Torrile |

### 2ª giornata
| Palermo 28 luglio 2013, ore 8:30 | Panthers Parma | 6 – 20 | Ranzide Trieste | CUS Palermo |

| Palermo 28 luglio 2013, ore 9:45 | Panthers Parma | 34 – 12 | Elephants Catania | CUS Palermo |

| Palermo 28 luglio 2013, ore 11:00 | Ranzide Trieste | 20 – 14 | Morrigans Palermo | CUS Palermo |

| Palermo 28 luglio 2013, ore 12:15 | Panthers Parma | 20 – 14 | Morrigans Palermo | CUS Palermo |

| Palermo 28 luglio 2013, ore 13:30 | Ranzide Trieste | 26 – 0 | Elephants Catania | CUS Palermo |

| Palermo 28 luglio 2013, ore 14:45 | Morrigans Palermo | 50 – 25 | Elephants Catania | CUS Palermo |

### 3ª giornata
| Ferrara 1º settembre 2013, ore 8:45 | Morrigans Palermo | 19 – 26 | Ranzide Trieste | Mike Wyatt Field |

| Ferrara 1º settembre 2013, ore 10:00 | Elephants Catania | 12 – 20 | Panthers Parma | Mike Wyatt Field |

| Ferrara 1º settembre 2013, ore 11:15 | Panthers Parma | 32 – 6 | Morrigans Palermo | Mike Wyatt Field |

| Ferrara 1º settembre 2013, ore 12:30 | Ranzide Trieste | 26 – 6 | Elephants Catania | Mike Wyatt Field |

| Ferrara 1º settembre 2013, ore 13:45 | Ranzide Trieste | - – - | Panthers Parma | Mike Wyatt Field |

| Ferrara 1º settembre 2013, ore 15:00 | Morrigans Palermo | 16 – 33 | Elephants Catania | Mike Wyatt Field |

### Classifica della regular season
La classifica della regular season è la seguente:
- PCT = percentuale di vittorie, G = partite giocate, V = partite vinte, P = partite perse, PF = punti fatti, PS = punti subiti
- La qualificazione diretta alla finale è indicata in giallo

| Pos. | Squadra           | PCT   | G | V | P | PF  | PS  |
| ---- | ----------------- | ----- | - | - | - | --- | --- |
| 1    | Ranzide Trieste   | 1.000 | 8 | 8 | 0 | 206 | 63  |
| 2    | Panthers Parma    | .750  | 8 | 6 | 2 | 162 | 92  |
| 3    | Elephants Catania | .222  | 9 | 2 | 7 | 128 | 255 |
| 4    | Morrigans Palermo | .111  | 9 | 1 | 8 | 141 | 227 |
| 5    | Vibrie Salento    | .000  | 0 | 0 | 0 | 0   | 0   |

### Finale
| Ferrara 1º settembre 2013, ore 15:30 | Ranzide Trieste | 39 – 7 | Panthers Parma | Mike Wyatt Field |

## Campione d'Italia
| Campione d'Italia 2013 Ranzide Trieste (2º titolo) |